# Aplysilla glacialis
Aplysilla glacialis är en svampdjursart som först beskrevs av Merejkowski 1877.  Aplysilla glacialis ingår i släktet Aplysilla och familjen Darwinellidae. Inga underarter finns listade i Catalogue of Life.